# Granville (Vermont)
Granville ist eine Town im Addison County des Bundesstaates Vermont in den Vereinigten Staaten mit 301 Einwohnern (laut Volkszählung von 2020). Die Bewohner finden insbesondere im Baugewerbe und der Fortbildung ihr Einkommen; daneben ist auch die traditionelle Holzwirtschaft ausgeprägt.

## Geografie

### Geografische Lage
Granville liegt im Zentrum der Green Mountains; sein westlicher Anteil wird vom Hauptkamm der Bergkette geformt. Die Hauptsiedlungen, Granville Village und East Granville, liegen im nord-südlich verlaufenden Haupttal. Das Areal ist stark bewaldet und zerklüftet und für landwirtschaftliche Nutzung weitgehend ungeeignet.
Auf dem Gebiet der Town entspringt der White River aus mehreren Zuflüssen, die häufig in kleinen Schluchten verlaufen; sie sind an dem Namensbestandteil Hollow zu erkennen.

### Nachbargemeinden
Alle Angaben als Luftlinien zwischen den offiziellen Koordinaten der Orte aus der Volkszählung 2010.
- Norden: Warren, 5,1 km
- Nordosten: Roxbury, 12,6 km
- Osten: Braintree, 14,8 km
- Südosten: Rochester, 4,5 km
- Süden: Hancock, 9,5 km
- Westen: Ripton, 17,3 km
- Nordwesten: Lincoln, 15,0 km

### Klima
Bedingt durch ihre Lage östlich des Hauptkammes der Green Mountains ist Granville überdurchschnittlich niederschlagsreich; das langjährige Mittel liegt bei fast dem Doppelten gegenüber dem Mittelwert der USA. Diese Niederschläge gehen meist als Regen nieder; nur im Zeitraum Dezember bis März kommt es zu – ebenfalls überdurchschnittlichen – Schneefällen. Die Durchschnittstemperaturen liegen im Winter mit −15,0 °C (5 °Fahrenheit) um bis zu 12 Grad unter den Mittelwerten der Vereinigten Staaten und erreichen im Sommermitel mit 17,2 °C (63 °Fahrenheit) nur den unteren Wert des Wertespektrums.

## Geschichte
Die Landstriche im Inneren des Gebirgszuges der Green Mountains wurden erst lange nach den fruchtbaren Ebenen rund um den Lake Champlain und dem westlichen Flussufer des Connecticut River besiedelt. So auch Granville. Es wurde erst am 7. November 1780 durch den Vermonter Gouverneur Thomas Chittenden zur Besiedlung ausgerufen und am 2. August 1781 an eine Gruppe um Reuben King und seine Söhne unter dem Namen Kingston verkauft. Zu diesem Zeitpunkt hatte die Fläche die für Vermont übliche Größe von sechs auf sechs Meilen und damit eine Grundfläche von 23.040 acres.
Die konstituierende Stadtversammlung fand am 8. Juli 1788 statt. Während der Dysenterie-Epidemie, die 1806 viele Towns Vermonts heimsuchte, waren auch in Granville viele Tote zu beklagen; eine genaue Zahl liegt aber nicht vor.
Am 6. November 1833 wurde eine angrenzende Kleinfläche, Avery’s Gore, in die Town integriert, wodurch das Gebiet seine heutige, unregelmäßige Form bekam. Zugleich erfolgte die Umbenennung der Town von Kingston in Granville; diesen Namen trägt sie seither durchgehend.
Im Winter 1840/41 wurde die Town gleich von zwei Epidemien heimgesucht: sowohl Typhus als auch Röteln grassierten. Da im Ort kein Arzt ansässig war gab es auch diesmal eine Reihe von Toten.
Die Abgeschiedenheit des Ortes wurde durch den Bau der Bahnstrecke Windsor–Burlington durchbrochen, die die Town im Nordosten erreichte.
Der Ort, der dort entstand, trug den Namen Sandusky (heute: East Granville) und besaß neben der Bahnstation auch eine Druckerei und eine Poststation. Die wichtigste Einnahmequelle jener Zeit war die Holzwirtschaft. Mehrere Sägemühlen wurden errichtet, darunter eine dampfbetriebene (die aber bald abbrannte). Zu diesen Gründungen gehörte auch eine Sägemühle, die vom White River angetrieben wurde und bis heute existiert; sie stellt in erster Linie Panelbretter für Außenwände her und ist heute der Hauptarbeitgeber des Ortes.
Der durch die Sägemühlen ausgelöste Boom hielt bis etwa Mitte der 1880er Jahre und wurde auch durch den Amerikanischen Bürgerkrieg, der die Gemeinde nicht berührte und nur durch die Gestellung von Soldaten bemerkbar war, nicht gebremst. Bis zur Mobilmachung von 1863 wurden in Granville 43 Soldaten für 9 Monate bis 3 Jahre dienstverpflichtet.
Nach dem Höhepunkt der Holzverarbeitung zwischen 1880 und 1885 nahm die Bevölkerung kontinuierlich ab; bis 1950 sank sie um etwa drei Viertel und wächst seither nur langsam wieder an.
2011 war Granville eine der 13 Towns Vermonts, die durch die Überflutungen, die der Hurricane Irene ausgelöst hatte, von der Außenwelt abgeschnitten wurden.

### Religionen
1871 wurde eine Gemeinde der Episkopalen Kirche in Granville angesiedelt, die 1876/77 ein Meeting House errichtete, das aber im Dezember 1882 wieder abbrannte.
Heute ist die United Church of Christ die einzige im Ort angesiedelte Religionsgemeinschaft.

### Einwohnerentwicklung
| Volkszählungsergebnisse – Town of Granville, Vermont | Volkszählungsergebnisse – Town of Granville, Vermont | Volkszählungsergebnisse – Town of Granville, Vermont | Volkszählungsergebnisse – Town of Granville, Vermont | Volkszählungsergebnisse – Town of Granville, Vermont | Volkszählungsergebnisse – Town of Granville, Vermont | Volkszählungsergebnisse – Town of Granville, Vermont | Volkszählungsergebnisse – Town of Granville, Vermont | Volkszählungsergebnisse – Town of Granville, Vermont | Volkszählungsergebnisse – Town of Granville, Vermont | Volkszählungsergebnisse – Town of Granville, Vermont |
| Jahr                                                 | 1700                                                 | 1710                                                 | 1720                                                 | 1730                                                 | 1740                                                 | 1750                                                 | 1760                                                 | 1770                                                 | 1780                                                 | 1790                                                 |
| ---------------------------------------------------- | ---------------------------------------------------- | ---------------------------------------------------- | ---------------------------------------------------- | ---------------------------------------------------- | ---------------------------------------------------- | ---------------------------------------------------- | ---------------------------------------------------- | ---------------------------------------------------- | ---------------------------------------------------- | ---------------------------------------------------- |
| Einwohner                                            |                                                      |                                                      |                                                      |                                                      |                                                      |                                                      |                                                      |                                                      |                                                      | 101                                                  |
| Jahr                                                 | 1800                                                 | 1810                                                 | 1820                                                 | 1830                                                 | 1840                                                 | 1850                                                 | 1860                                                 | 1870                                                 | 1880                                                 | 1890                                                 |
| Einwohner                                            | 185                                                  | 324                                                  | 328                                                  | 403                                                  | 545                                                  | 603                                                  | 720                                                  | 726                                                  | 830                                                  | 637                                                  |
| Jahr                                                 | 1900                                                 | 1910                                                 | 1920                                                 | 1930                                                 | 1940                                                 | 1950                                                 | 1960                                                 | 1970                                                 | 1980                                                 | 1990                                                 |
| Einwohner                                            | 544                                                  | 464                                                  | 393                                                  | 280                                                  | 247                                                  | 213                                                  | 215                                                  | 255                                                  | 288                                                  | 309                                                  |
| Jahr                                                 | 2000                                                 | 2010                                                 | 2020                                                 | 2030                                                 | 2040                                                 | 2050                                                 | 2060                                                 | 2070                                                 | 2080                                                 | 2090                                                 |
| Einwohner                                            | 303                                                  | 298                                                  | 301                                                  |                                                      |                                                      |                                                      |                                                      |                                                      |                                                      |                                                      |

## Kultur und Sehenswürdigkeiten

### Parks
Die Granville State Reservation, ein Naturschutzgebiet im waldreichen Areal des Flüsschens Deer Hollow Brook, ist als Schutzzone für den Fluss und den in ihm liegenden Wasserfall eingerichtet worden. Innerhalb des Naturschutzgebietes verläuft außerdem die Wasserscheide zwischen den beiden Flusssystemen des Connecticut River im Osten und des Sankt-Lorenz-Stroms im Westen.
Der Long Trail, ein traditionsreicher Wanderweg durch die Green Mountains, berührt die Gemeinde ebenfalls und führt über einen der Gipfel im Osten Granvilles.

### Naturdenkmäler
Der Wasserfall Moss Glen Falls des Deer Hollow Brook – nicht zu verwechseln mit dem gleichnamigen Fall in Stowe – ist ein beliebtes Fotomotiv von Touristen und in Vermont-Bildbänden.

## Wirtschaft und Infrastruktur

### Verkehr
Durch Granville führen zwei Landstraßenverbindungen. Die Wichtigere ist die Vermont Route 100 zwischen Warren und Hancock, die dem von Nord nach Süd verlaufenden Haupttal folgt und dabei zum Teil den Unterbau der alten Bahnstrecke benutzt. Zusätzlich gibt es noch die Vermont Route 12A, die Roxbury und Braintree verbindet und dabei auch das Gebiet Grandvilles berührt.
Einen Bahnanschluss oder einen nahegelegenen Flugplatz besitzt die Gemeinde nicht.

### Öffentliche Einrichtungen
In Granville sind neben dem Rathaus und der Schule keine öffentlichen Einrichtungen angesiedelt. Das zuständige Krankenhaus liegt in Middlebury.

### Bildung
Die Granville Village School, die bis zur 7. Klasse führte, wurde gemeinsam mit der benachbarten Gemeinde Hancock betrieben. Die Schule wurde im Jahr 2010 geschlossen. Schulkinder besuchen nun Schulen in der Umgebung.